# Paul Albert Mathey
Pour les articles homonymes, voir Mathey.
Paul Albert Mathey, né à Auvernier le 16 février 1891 et mort à Thônex le 24 septembre 1972, est un peintre suisse.

## Biographie
Paul Albert Mathey est le fils de Charles et Elisa Beaujon. Orphelin à 14 ans, il est recueilli par un oncle et passe son enfance à New York. En 1931 il épouse Claire-Lise Monnier, peintre comme lui. Ils ont plusieurs fois exposé ensemble.

## Parcours professionnel
Entre 1905 et 1910, il suit des cours du soir à l’Art Student’s League à New York. De 1910 à 1916 il fait l’École des beaux-arts à Genève et est l’élève de Barthélemy Menn. Pendant cette période il reçoit plusieurs prix et mentions. En 1916-1917 il travaille avec Ferdinand Hodler. En 1918 il devient membre de la Société des peintres, sculpteurs et architectes suisses (il participe à toutes ses expositions jusqu'en 1967) et de la Fondation Gottfried Keller (1954-1961). Il peint principalement des paysages et des natures mortes. Il réalise aussi quelques décors de théâtre à Genève. En 1967 il devient Chevalier de l'Ordre des arts et des lettres. Une grande partie de ses œuvres se trouvent à la Fondation Monnier à Cartigny.

## Distinctions
- Deuxième prix au Concours Calame en 1919[7]
- Quatrième prix au Concours Diday en 1920
- Première mention au Concours Diday en 1922
- Deuxième prix au Concours Calame en 1933
- Prix de la Ville de Genève pour les Beaux-Arts en 1963[8]

## Expositions
- Genève : Palais de l'Athénée, 1928
- Lausanne : Salon Vallotton, 1928
- Genève : Palais de l'Athénée, 1931
- Genève : Palais de l'Athénée, 1936
- Genève : Galerie Moos, 1940
- Genève : Galerie Moos, 1941 (avec Claire-Lise Monnier)
- Genève : Palais de l'Athénée, 1942
- Genève : Galerie Georges Moos, 1944
- Lausanne : Galerie du Capitole, 1944 (avec Ernest Bolens)
- Berne : Galerie Otto Cina, 1945
- Zurich : Atelier-Galerie Chichio Haller, 1946 (avec Claire-Lise Monnier)
- Genève : Galerie Georges Moos, 1946[9]
- Genève : Palais de l'Athénée, 1948[10]
- Genève : Galerie Georges Moos, 1948
- Lausanne : Galerie d'art du Capitole, 1948
- Genève : Galerie Georges Moos, 1951
- Zurich : Galerie Georges Moos, 1951
- Genève : Galerie Georges Moos, 1953 (avec Claire-Lise Monnier)
- Genève : Musée Rath, 1955
- Lausanne : Galerie Paul Vallotton, 1959 (avec Claire-Lise Monnier)[11]
- Genève : Musée de l'Athénée, 1961 (avec Claire-Lise Monnier)
- Genève : Musée de l'Athénée, 1967 (avec Claire-Lise Monnier)
- Genève : Galerie Ferrero, 1967-1968
- Aubonne : Galerie Chantepierre, 1968 (avec Claire-Lise Monnier)
- Lutry : Galerie Pomone, 1981[12]
- Genève : Musée de l'Athénée, 1984
- Steffisburg : Villa Schüpbach, 1988 (avec Claire-Lise Monnier)[13]
- Genève : Galerie Tonon, 1989[14]
- Satigny : Les Gondettes, 2022 (avec Claire-Lise Monnier)

## Expositions collectives
- Genève : Galerie Moos, 1919
- New York : Brooklyn Museum, 1921-1922[15]
- Genève : Palais des expositions, 1922
- Genève : Musée Rath, 1923
- Genève : Musée Rath, 1925
- Genève : Musée Rath, 1926
- Zurich : Kunsthaus de Zurich, 1929
- Genève : Musée Rath, 1930
- Genève : Palais des expositions, 1931
- Genève : Musée Rath, 1932
- Genève : Musée Rath, 1933
- Zurich : Kunsthaus de Zurich, 1933
- Genève : Palais de l'Athénée, 1935
- Berne : Kunsthalle de Berne, 1936
- Lucerne : Kunstmuseum Luzern, 1937
- Genève : Palais de l'Athénée, 1937
- Genève : Musée Rath, 1939
- Zurich : Kunsthaus de Zurich, 1939
- Soleure : Musée d'art de Soleure, 1940
- Bâle : Kunsthalle Basel, 1941
- Genève : Palais de l'Athénée, 1942
- Genève : Musée d'art et d'histoire de Genève, 1942
- Zurich : Kunsthaus de Zurich, 1943
- Aarau : Gewerbemuseum, 1945
- Genève : Palais des expositions, 1946
- Berne : Musée des beaux-arts de Berne, 1948
- Hambourg : Kunstverein in Hamburg, 1948
- Berne : Musée des beaux-arts de Berne, 1951
- Berne : Musée des beaux-arts de Berne, 1953
- Thoune : Thunerhof, 1955
- Bâle : Kunsthalle Basel, 1956
- Madrid : Bibliothèque nationale d'Espagne, 1956
- Lausanne : Musée cantonal des beaux-arts de Lausanne, 1957
- Aarau : Aargauer Kunsthaus, 1959
- Genève : Musée Rath, 1960
- Martigny : Hôtel de Ville, 1962
- Genève : Musée Rath, 1969-1970 (Cette exposition a été présentée également au Musée d'art et d'histoire de Fribourg, au Musée cantonal des beaux-arts de Lausanne, à Moutier et au Musée de la Majorie à Sion)[16]
- Genève : Galerie Diorama, 1976
- Cartigny : Galerie L'Escapade, 1979
- Genève : Galerie Diorama, 1984
- Genève : Galerie Diorama, 1985
- Genève : Galerie Diorama, 1986

## Œuvres dans les collections publiques
- Gamins sur la glace (1919) (propriété de la Confédération suisse), déposé à la Légation suisse de Islamabad
- Campagne genevoise (1920/21) (propriété de la Confédération suisse), NMB Nouveau Musée Bienne
- Campagne genevoise (1926) (propriété de la Confédération suisse), Musée des beaux-arts du Locle
- Paysage (Bord du Rhône) (1927) (propriété de la Confédération suisse), NMB Nouveau Musée Bienne
- Paysage, la petite mare à Peney, deuxième version (1930) (propriété de la Confédération suisse), Musée d'art et d'histoire de Genève
- La mare (1931), Musée d'art et d'histoire de Genève
- La Combe aux Bouleaux (1936) (propriété de la Confédération suisse), Musée cantonal des beaux-arts de Lausanne
- Ravin par la neige. Ravin en hiver (1939/40) (propriété de la Confédération suisse), Musée d'art et d'histoire de Genève
- Paysage genevois : Cartigny (1941), Musée d'art et d'histoire de Genève
- Autoportrait (1941), Kunsthaus de Zurich
- La Combe aux Bouleaux (1942) (propriété de la Fondation Gottfried Keller), Musée cantonal des beaux-arts de Lausanne
- La nouvelle année (1942), Musée cantonal des beaux-arts de Lausanne
- Paysage genevois : Hommage à Philippe Monnier (1943), Kunsthaus de Zurich
- Fleurs et étoffes, première version (1943/44), Musée d'art et d'histoire de Genève
- Perce-neige (1944), Kunsthaus de Zurich
- Bouquet rouge, blanc, bleu (1945), Aargauer Kunsthaus
- Poisson (env. 1947), Fondation Oskar Reinhart, Winterthour
- Autoportrait, première version (1947/48), Musée d'art et d'histoire de Genève
- Portrait de l’Artiste (1948), Musée d'art et d'histoire de Genève
- Les falaises (env. 1948), Musée d'art et d'histoire de Genève
- Paysage d'été (1952), Fondation Oskar Reinhart, Winterthour
- Paysage genevois : hommage à Pierre Girard (1952) (propriété de la Confédération suisse), déposé à la Légation suisse à Bogota
- Contre-jour, deuxième version (1952/53) (propriété de la Confédération suisse), déposé à la Légation suisse à Dublin
- Marronniers en fleurs (1957) (propriété de la Confédération suisse), déposé à la Légation suisse à Santiago du Chili
- La fenêtre (1958/59), Musée d'art et d'histoire de Genève
- L'atelier (1960), Musée d'art et d'histoire de Genève
- Nature morte au bouquet de fleurs, Musée d'art et d'histoire de Genève
- Nature morte : bouquet et draperie, Musée d'art et d'histoire de Genève
- Les falaises de Cartigny, Musée d'art et d'histoire de Genève
- La mare de la petite grave, Kunsthaus Glarus
- Vue de la fenêtre, Musée cantonal des beaux-arts de Lausanne
- La vallée du Rhône vue de la plaine, Fondation Oskar Reinhart, Winterthour

## Sources
- « Paul Albert Mathey », sur SIKART Dictionnaire sur l'art en Suisse.
- Notices d'autorité :   - VIAF
  - ISNI
  - IdRef
  - LCCN
  - GND
  - WorldCat